# Fiaugères
Fiaugères (Velâ-don-bou  en patois fribourgeois) est une localité et une ancienne commune suisse du canton de Fribourg, située dans le district de la Veveyse.

## Histoire
Fiaugères est une localité située sur la route Lausanne-Bulle, au nord-est d'Oron-la-Ville. Les habitations sont dispersées sur le flanc nord du vallon de la Mionnaz. Le cartulaire de l'abbaye de Hautcrêt contient la plus ancienne mention de Fiaugères (1150). En 1273, les moines y possédaient un moulin. Au Moyen Âge, la localité appartenait à la seigneurie d'Oron. En 1432, le duc de Savoie acquit la dîme de Fiaugères, qui changea plusieurs fois de propriétaire jusqu'à son achat par Fribourg en 1542.
Devenu possession fribourgeoise, le village fut incorporé au bailliage, puis district de Rue. Ses statuts communaux furent ratifiés en 1702 par le gouvernement. En 1763, le village de Besencens se sépara de Fiaugères et constitua une commune propre. Fiaugères fut intégré au district de la Veveyse en 1848. Rattachée à la paroisse de Saint-Martin, l'ancienne commune de Fiaugères possède une chapelle, construite en 1884 et dédiée à l'Immaculée Conception. La localité est demeurée rurale.
Le 1er janvier 2004, Fiaugères fusionne avec ses voisines de Besencens et Saint-Martin pour former la commune de Saint-Martin.

## Toponymie
1150 : Felgeria
1273 : Fiougiere
1488 : Villa dou bos es fyougires

## Démographie
Fiaugères comptait 187 habitants en 1811, 251 en 1850, 279 en 1900, 296 en 1950, 173 en 2000.